# Вилле, Ганс Кристиан
Ганс Кристиан Вилле (нем. Hans Christian Wille; род. 1958) — немецкий пианист.

## Биография
Окончил Ганноверскую Высшую школу музыки, ученик Карла-Хайнца Кеммерлинга. Учился также в Париже у Владо Перлемутера. В 1975 г. завоевал первую премию на юношеском международном конкурсе исполнителей «Концертино Прага», в 1979 г. — на Международном конкурсе ARD в Мюнхене. Гастролировал во многих странах, выступал с Бамбергским симфоническим, Берлинским филармоническим, Израильским филармоническим оркестрами и симфоническим оркестром Баварского радио. Записал произведения Модеста Мусоргского, Мориса Равеля, Альберто Хинастеры и др.
Наибольшую известность приобрёл как организатор и художественный руководитель ежегодного фестиваля классической музыки в Брауншвейге, проводившегося в 1989—2010 гг. и привлёкшего многих значительных музыкантов.

## Участие в конкурсах
- 2-я премия Международного конкурса исполнителей в Женеве (1978; 1-я премия не присуждалась)[1]
- лауреат 6-й премии Конкурса пианистов имени Вана Клиберна (США, 1985)[2][3]